# Pedro Nosari
Pedro Nosari (* 2. November 1948 in Zürich) ist ein Schweizer Radrennfahrer und nationaler Meister im Radsport.

## Sportliche Laufbahn
Nosari begann 1965 mit dem Radsport. Sein bedeutendster Erfolg war der Sieg in der Schweizer Meisterschaft der Mannschaftsverfolgung 1969. 1968 wurde er in die Bahnradsport-Nationalmannschaft der Schweiz berufen.
Er startete für den Verein VC Oerlikon, bei dem Werner Rezzonico sein Trainer war. Auf der Strasse konnte er 1970 die Tour du Lac Léman gewinnen und Zweiter in der Vier-Kantone-Rundfahrt werden.